# Marie-Geneviève-Charlotte Thiroux d'Arconville
Pour les autres membres de la famille, voir Thiroux.
Marie-Geneviève-Charlotte Thiroux d’Arconville, née Darlus le 17 octobre 1720 à Paris où elle est morte le 23 décembre 1805, est une femme de lettres et anatomiste française.

## Biographie
Fille d'un riche fermier général, André-Guillaume Darlus, Marie-Geneviève-Charlotte nait à Paris le 17 octobre 1720. Sa mère meurt quand elle a quatre ans. Son enfance, passée en compagnie de sa jeune sœur, est assez austère. Si son éducation artistique est soignée, comme la norme l'exige à l'époque pour les jeunes filles aisées, elle n'apprend à écrire qu'à l'âge de huit ans. Elle épouse, à l’âge de quatorze ans, Louis-Lazare Thiroux d'Arconville, conseiller au Parlement de Paris, puis président de l’une des chambres des enquêtes. Elle montre un goût très vif pour l’étude. Le couple a trois enfants : Louis Thiroux de Crosne (1736-1794), André-Claude Thiroux de Gervilliers (1737-1810), Alexandre-Louis Thiroux de Montdésir (1739-1822). Son neveu est Pierre Bodard de la Jacopière.
Femme de la noblesse financière et parlementaire, mariée jeune, rien ne laisse présager qu'elle va se passionner pour la physique, la chimie, la médecine, la botanique, la littérature, la morale, les langues et  l’histoire. Alors qu'elle est passionnée d'art, de théâtre et d'opéra et qu'elle tient salon, elle renonce aux spectacles, à la vie en société et se retire dans l'étude de livres de physique, de chimie, de médecine et de sciences naturelles, mais aussi de morale et d'Histoire.
La petite vérole contractée à l’âge de vingt-trois ans et qui l'enlaidit l'a sans doute incitée à un retrait de la vie mondaine. Elle avoue, dans une époque où la sociabilité et les agréments de salon ont beaucoup gagné en France, préférer en tout l’art à la nature. Les sujets tristes, funèbres même, soit en tableaux, soit en descriptions, conviennent mieux que les autres à Marie-Geneviève-Charlotte Thiroux d’Arconville qui commande à un artiste célèbre une statue en marbre représentant la Mélancolie.
C'est sans doute le mouvement des Lumières et la vie intellectuelle qui lui donnent le goût de l'étude. Elle entreprend de se former elle-même.
Elle s’occupe successivement d’histoire, de physique, de chimie (expériences quotidiennes notamment sur la putréfaction de 1755 à 1763, complétant les travaux de John Pringle), d’histoire naturelle et même de médecine.
Elle admire Voltaire et son esprit, sans pouvoir s’accoutumer à son caractère humoriste, et reçoit souvent chez elle Gresset, ainsi que  son oncle Sainte-Palaye. Elle a aussi dans sa société Turgot, Malesherbes, Monthion, etc. Madame de Kercado, qui fonde un établissement portant son nom, loge bien des années, et jusqu’à son mariage, chez elle.
Parmi les hommes qui cultivent les sciences, elle fréquente Macquer, Jussieu, Valmont de Bomare, Fourcroy, Ameilhon, Sage et Gosselin. Elle suit les cours du Jardin du roi, et entre autres celui d’anatomie, où quelques femmes sont admises. Étant parvenue à se former un cabinet assez complet, et ayant obtenu d’avoir à sa disposition, sans sortir de chez elle, beaucoup de livres et de manuscrits de la bibliothèque du Roi, elle est en état de composer et de publier divers ouvrages, et des traductions de l’anglais.

Elle publie en gardant l'anonymat, cachant également sa féminité. Les raisons de cet anonymat restent obscures. Est-ce son statut d'épouse du président qui la contraint à ne pas dévoiler son nom, pour préserver sa respectabilité ? Est-ce pour se protéger des critiques sur les femmes savantes ? En effet, ce qu'elle publie ne s'adresse pas à des femmes. Cependant, sa position reste ambiguë, car elle parsème ses écrits d'indices permettant de la reconnaître. À ce propos, elle dit :

« Affichent-elles [les femmes] la science ou le bel esprit ? Si leurs ouvrages sont mauvais, on les siffle ; s’ils sont bons, on les leur ôte ; il ne leur reste que le ridicule de s’en être dites les auteurs. »

Possédant une maison à Meudon, Marie-Geneviève-Charlotte Thiroux d’Arconville y fonde un hospice, contenant quelques lits pour des malades, qui sont soignés à ses frais, par des soins de charité, installés dans une maison voisine. Elle vend cette maison au commencement de la Révolution dont elle se déclare, dès le début, ennemie. Son fils, le lieutenant-général de police Louis Thiroux de Crosne est mort guillotiné le 28 avril 1794. Marie-Geneviève-Charlotte Thiroux d’Arconville a reconnu, dans sa vieillesse, avoir eu foi aux assignats, elle qui est venue au monde l’année même du système de Law.
Son neveu Bodard de la Jacopière indique : « À l'âge de 85 ans, son esprit avait conservé toute son amabilité, tout son feu, et son imagination n'avait rien perdu de la fraîcheur et des grâces de la jeunesse. Arrivée presque au dernier terme, elle écrit encore des Souvenirs, dont il existe un recueil qui forme treize volumes manuscrits. »

## Travaux scientifiques

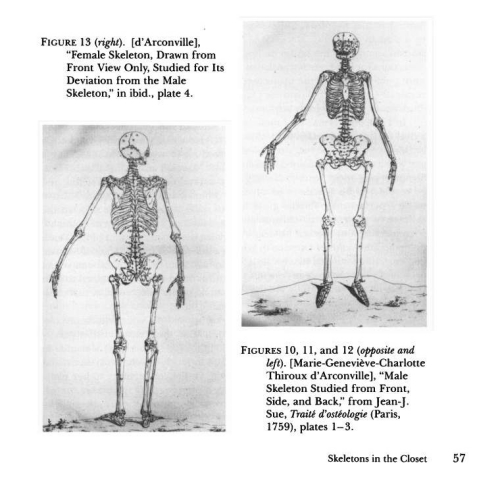
« Squelette féminin vu de face, étudié pour ses divergences d'avec le squelette masculin, et squelette masculin vu de face, de côté et de dos ».

Sa première œuvre scientifique est la traduction du Traité d'ostéologie d'Alexander Monro (1759). Contre l'avis de Alexander Monro, qui soutenait que la seule façon d'apprendre est de travailler sur les cadavres eux-mêmes, elle y ajoute une trentaine de planches de squelettes, dont l'une des premières représentations d'un squelette féminin.
« Ces planches, précieuses par leur beauté, effacent toutes celles qui sont connues jusqu'à présent ».
Pour Marie-Geneviève-Charlotte Thiroux d'Arconville, les « planches Anatomiques bien faites, c'est-à-dire copiées bien fidèlement d'après la Nature, peuvent être très utiles dans certains cas, en ajoutant qu'il faudra préférer, toutes les fois qu'on le pourra, la Nature elle-même ». Les images « aident à surmonter la répugnance qu'on sent naturellement à étudier sur des objets hideux tels que les squelettes. »
Elle y ajoute aussi une table des matières permettant de visualiser l'ordre de l'ouvrage, modifié par elle, une dédicace à Alexander Monro, une longue préface, des notes explicatives ainsi que des commentaires.
Alors que la version originale est un ouvrage de taille modeste et sans illustrations, la version française se présente sous la forme de deux volumes d'un poids énorme, avec illustrations, dont la taille des pages est seize fois supérieure à l'original.
Souhaitant maintenir son anonymat, choisi et maintenu à cause du risque social pour les femmes de lettres, elle choisit de ne pas publier cet ouvrage sous son nom :
« On conçoit aisément que l'exécution de cet ouvrage fut de longue durée. Quand il fut terminé en 1759, je sentis que ne voulant pas être connue, il fallait nécessairement donner un auteur à cet ouvrage. Je choisis en conséquence le chirurgien qui était dans ma confidence, et chez lequel les 31 dessins avaient été faits, parce qu'il veillait à leur exactitude, et qu'il dessinait fort bien. »
De 1755 à 1763, dans son laboratoire de Crosne, Mme d'Arconville s'attaque à l'étude de la putréfaction, qu'elle considère comme la « clef de toutes les sciences physiques » et la base de l'histoire naturelle. Son programme de recherche comprend à la fois une partie pratique avec une étude sur la conservation des aliments, et une partie plus scientifique : elle souhaite étudier la transformation de la matière.
Elle va mener plusieurs centaines d'expériences sur la conservation de substances putrescibles (viandes, poissons, œufs, lait) en suivant un protocole rigoureux. Elle note chaque jour l'état de dégradation de ses échantillons ainsi que les conditions extérieures.
« J'étois pour lors à la campagne, à quelques lieues de Paris. Le laboratoire où je faisois mes expériences étoit au rez-de-chaussée, un fossé fort large, rempli d'eau vive baignoit un des murs de ce laboratoire. De ce même côté étoit une fenêtre exposée au midi, & une autre vis-à-vis, exposée par conséquent au Nord. Ce lieu est assez humide. »
La principale conclusion de ses travaux est que le « pouvoir conservateur » se trouve dans la préservation du « contact de l'air extérieur ». Ses travaux prouvent aussi la valeur du quinquina comme antiseptique, capable de ralentir le processus de la putréfaction. Cette conclusion à propos du quinquina rejoint les travaux du médecin John Pringle de la Royal Society (dont elle a traduit les travaux en 1755). En revanche, elle est en désaccord avec lui à propos des supposées vertus de la camomille : ses expériences contredisent les travaux de John Pringle.
Ses résultats sont corroborés par l'ouvrage de David MacBride, chirurgien britannique, publié en 1764 pendant l'impression de ses propres travaux.
Elle introduit l'utilisation du chlorure de mercure comme agent susceptible de lutter contre la putréfaction.
Ses travaux seront cités de son vivant :
- par le chimiste Antoine-François Fourcroy, le premier à saluer son travail en la plaçant à égalité avec Hales, Pringle, MacBride, Baumé pour ses recherches expérimentales sur la putréfaction[11],[12].
- par Pierre Joseph Macquer, dans son Dictionnaire de chimie[13],
- par le chimiste irlandais William Higgins (1763-1825) (1799).

Après sa mort, son travail continue à être cité dans les manuels de chimie médicale et de médecine légale jusqu'à la découverte du rôle des micro-organismes par Pasteur.

## Postérité
Dans son dictionnaire de 1804, Fortunée Briquet publie une notice sur Marie-Geneviève-Charlotte Thiroux d’Arconville.
En 1820, Antoine-Alexandre Barbier, la cite dans son dictionnaire Biographie nouvelle des contemporains, dictionnaire des Français célèbres depuis la Révolution. Par la suite, Marie-Geneviève-Charlotte Thiroux d’Arconville tombe peu à peu dans l'oubli.
Au début du XXIe siècle, Pensées, réflexions et anecdotes constitué de douze volumes de manuscrits que l'on croyait perdus sont découverts. Marie-Geneviève-Charlotte Thiroux d’Arconville a écrit ces textes à la fin de sa vie. Ils étaient destinés à un cercle restreint, ils sont d'un ton plus libre et personnel. Ils permettent un regard nouveau sur Marie-Geneviève-Charlotte Thiroux d’Arconville. Ces manuscrits sont conservés à la bibliothèque de l'Université d'Ottawa.

## Œuvres

### Traductions
- Avis d’un Père à sa Fille, 1756, in-12.Traduit de l’anglais de Lord Halifax.
- Leçons de chimie, 1759, in-4.Traduit de l’anglais, de Shaw. Thiroux D’Arconville releva les erreurs de l’original et elle ajouta aux expériences du médecin anglais, les découvertes qui se firent depuis l'époque où ces leçons avaient été publiées en Angleterre, jusqu'à celle où parut la traduction qu’elle en donna en français. Elle a mis à la tête de cet ouvrage un discours préliminaire où elle décrit la naissance et les progrès de la chimie.
- Romans, 1761.Traduit de l’anglais de Littleton et d’Aphra Behn.
- Mémoires de Mademoiselle de Falcourt.Roman d’un genre sérieux.
- Amynthon et Thérèse
- Mélanges de Poésies Anglaises, traduits en français, 1764, in-12.

### Essais
- De l’Amitié, 1761, in-8°.Non seulement D’Arconville traita de l’amitié en général, mais elle sut y attacher un nouvel intérêt, en caractérisant les différentes sortes d’amitié.
- Traité des passions, 1764, in-8°.
- Méditations sur les tombeaux.
- Mélanges de littérature, de morale et de physique, 1775.On trouve, à la fin de la collection de ces Mélanges, deux pièces de théâtre qui ne sont pas d’elle ; l’une est l’Abdolonyme de Fontenelle, et l’autre une tragédie intitulée Louis IX, composée par le secrétaire de Louis-Lazare Thiroux d'Arconville, un homme de lettres, nommé Rossel, qui, ayant entrepris, à son compte, l’impression des sept volumes des Mélanges, avait jugé à propos d’y joindre ces deux pièces de théâtre.
- Pensées et réflexions morales sur divers sujets, 1760, rééd. 1766, in-12.Réflexions marquées au coin de la justesse.

### Romans
- Dona Gratia d’Ataïde, comtesse de Ménessés, histoire portugaise, 1770, in 8°.
- Estentor et Thérisse.
- L'Amour éprouvé par la mort, 1763.
- Les Malheurs de la jeune Émilie.
- Les Samiens, conte.
- L’amour éprouvé par la mort, ou Lettres modernes de deux amans de Vieille-Roche, 1763, in-12.Le but moral de ce roman est de faire voir dans quels égaremens les passions nous entraînent, et qu’elles en sont les suites funestes.
- Mémoires de Mlle de Valcourt, 1767, in-12.Mémoires d’une heureuse simplicité contenant des situations vraies et touchantes.

### Histoire
- Histoire de François II, roi de France et d’Écosse, 1783, 2 vol. gr. in-8°.Suivi d’une dissertation, traduite de l’italien, de Suriano, ambassadeur de Venise, sur l'état de ce royaume à l’avènement de Charles IX au trône. Quelques fautes, échappées à l’auteur dans cet ouvrage, ont aussi été rectifiées par l’académicien nommé. Il en cite d’ailleurs des anecdotes curieuses, et entre autres sur Marie de Médicis, dont Thiroux d’Arcouville a tracé le portrait avec beaucoup d’exactitude.
- Histoire de Saint-Kilda.
- Vie de Marie de Médicis, princesse de Toscane, reine de France et de Navarre, 1774, 3 vol. in 8°.Thiroux d’Arcouville eut l’avantage de travailler sur d’excellents matériaux historiques, et particulièrement sur des manuscrits qui lui fournissaient des faits et des détails inconnus jusqu’alors. Gaillard a relevé, dans ses Mélanges, deux ou trois erreurs notables de ce livre au style monotone.
- Vie du cardinal d’Ossat, avec son Discours sur la Ligue, 1771, 2 vol. in-8°.Cette Vie curieuse et bien faite, mais prolixe, montre toute la négociation de l’illustre prélat à la cour de Rome, pour y obtenir l’absolution d’Henri IV.

### Sciences
- Traité d’ostéologie, grand in-fol., avec de belles planches.Ce traité, publié sous le nom de Jean-J. Sue, quoiqu’elle en soit véritablement l’auteur, fut très estimé des gens de l’art.
- Essai pour servir à l'histoire de la putréfaction, 1766, in-8°.Cet ouvrage est le fruit de ses expériences et de ses remarques.